# Óscar Pelegrí
Pour les articles homonymes, voir Pelegri.
Pelegrí  Ferrandis est un nom espagnol. Le premier nom de famille, en général paternel, est Pelegrí ; le second, en général maternel, souvent omis, est Ferrandis.
Óscar Pelegrí Ferrandis (né le 30 mai 1994 à Betxí) est un coureur cycliste espagnol.

## Biographie
En 2016, il se distingue en obtenant diverses victoires chez les amateurs. Il devient notamment champion d'Espagne sur route dans la catégorie espoirs (moins de 23 ans),. Pour la fin de saison, il rejoint l'équipe continentale italienne Amore & Vita-Selle SMP en tant que stagiaire. 
En 2017, il intègre la réserve de la formation Caja Rural-Seguros RGA, où il effectue un stage. Il n'est toutefois pas recruté par l'équipe, malgré une treizième place au Circuit de Getxo. Óscar Pelegrí trouve alors refuge au Portugal en 2018 au sein de l'équipe continentale RP-Boavista, où il devient professionnel. Rapide au sprint, il remporte le Grand Prix Abimota, course du calendrier national portugais, ainsi qu'une étape du Grande Prémio de Portugal Nacional 2. Il termine également deuxième d'une étape du Tour de la Communauté de Madrid, derrière Carlos Barbero.

## Palmarès et résultats

### Palmarès sur route
- 2015
  - 2e étape du Tour de Ségovie
  - 2e du Mémorial Agustín Sagasti
  - 3e du championnat d'Espagne sur route espoirs
- 2016
  -  Champion d'Espagne sur route espoirs
  - Trofeo Social Vall´Uixo
  - Mémorial Jaime Pelegrí
  - 2e étape du Tour de Castellón
  - 1re étape du Tour de León
  - 2e de la Goierriko Itzulia
- 2017
  - Trofeo Ayuntamiento de Zamora
  - 1re étape du Tour de Navarre
  - 1re étape du Tour de Zamora (contre-la-montre par équipes)
  - 3e du Mémorial Manuel Sanroma
  - 3e du Tour de Navarre
- 2018
  - Classement général du Grand Prix Abimota
  - 3e étape du Grande Prémio de Portugal Nacional 2
- 2019
  - 2e étape du Grand Prix Abimota
- 2021
  - 3e étape du Tour de Bretagne
- 2023
  - 1re étape (a) du Grand Prix Beiras et Serra da Estrela (contre-la-montre par équipes)

### Classements mondiaux
| Année                                 | 2017  | 2018  | 2019  | 2020  | 2021 | 2022  | 2023  |
| ------------------------------------- | ----- | ----- | ----- | ----- | ---- | ----- | ----- |
| Classement mondial                    | 2268e | 1975e | 2437e | 1890e | 778e | 1684e | 2414e |
| UCI Europe Tour                       | 1488e | 1317e | 1560e | 1392e | 609e | 1107e | nc    |
|                                       |       |       |       |       |      |       |       |
| Légende : nc = non classéSource : UCI |       |       |       |       |      |       |       |

### Palmarès sur piste

#### Championnats nationaux
- 2017
  - 2e du championnat d'Espagne de l'américaine
  - 2e du championnat d'Espagne de poursuite par équipes
  - 3e du championnat d'Espagne de course aux points
- 2018
  -  Champion d'Espagne de l'américaine (avec Sebastián Mora)
  - 3e du championnat d'Espagne de poursuite par équipes
- 2019
  - 3e du championnat d'Espagne de l'américaine
  - 3e du championnat d'Espagne de course aux points